# Kolín IV
Kolín IV, Kutnohorské Předměstí, je část města Kolín v okrese Kolín. Nachází se na jihovýchodě Kolína. Prochází zde silnice I/38. Dominantou je železniční stanice. V roce 2011 zde bylo evidováno 835 adres. Trvale zde žije 5193 obyvatel.
Kolín IV leží v katastrálním území Kolín o výměře 23,47 km2.